# Erodium gaillardotii
Erodium gaillardotii là một loài thực vật có hoa trong họ Mỏ hạc. Loài này được Boiss. mô tả khoa học đầu tiên năm 1859.